# Tenuipalpus protectus
Tenuipalpus protectus är en spindeldjursart som beskrevs av Meyer 1979. Tenuipalpus protectus ingår i släktet Tenuipalpus och familjen Tenuipalpidae. Inga underarter finns listade i Catalogue of Life.